# 井戸田町 (常滑市)
井戸田町（いどたちょう）は、愛知県常滑市の地名。

## 地理
常滑市中央部に位置する。西は塩田町、北は泉町に接する。

### 学区
- 高等学校 - 尾張学区
- 中学校 - 常滑市立南陵中学校[WEB 5]
- 小学校 - 常滑市立西浦北小学校[WEB 5]

## 歴史

### 町名の由来
字名に由来する。

### 人口の変遷
国勢調査による人口の推移。
| 1995年（平成7年）  | 608人 |  |  |
| 2000年（平成12年） | 654人 |  |  |
| 2005年（平成17年） | 675人 |  |  |
| 2010年（平成22年） | 615人 |  |  |
| 2015年（平成27年） | 568人 |  |  |

### 世帯数の変遷
国勢調査による世帯数の推移。
| 1995年（平成7年）  | 156世帯 |  |  |
| 2000年（平成12年） | 189世帯 |  |  |
| 2005年（平成17年） | 213世帯 |  |  |
| 2010年（平成22年） | 209世帯 |  |  |
| 2015年（平成27年） | 220世帯 |  |  |

### 沿革
- 1979年（昭和54年） - 常滑市樽水・西阿野の各一部により、同市井戸田町として成立[2]。

## 交通
- 国道247号[1]。

## 施設
- 真宗大谷派洞雲寺[1]

常滑市文化財の木造阿弥陀如来座像がある。
- 常滑市立西浦北小学校
- 井戸田公園

- 洞雲寺

### WEB
1. ↑  “愛知県常滑市の町丁・字一覧”.   人口統計ラボ. 2022年3月23日閲覧。
2. ↑  総務省統計局 (2017年1月27日). “平成27年国勢調査の調査結果(e-Stat) - 男女別人口及び世帯数 －町丁・字等” (CSV). 2021年7月21日閲覧。
3. ↑  “愛知県常滑市の郵便番号一覧”.   日本郵便. 2022年3月22日閲覧。
4. ↑  “市外局番の一覧” (PDF).   総務省 (2022年3月1日). 2022年3月22日閲覧。
5. 1 2  常滑市教育委員会学校教育課 (2021年1月29日). “小・中学校の通学区域について”.   常滑市. 2022年3月26日閲覧。
6. 1 2  総務省統計局 (2014年3月28日). “平成7年国勢調査の調査結果(e-Stat) - 男女別人口及び世帯数 －町丁・字等” (CSV). 2021年7月20日閲覧。
7. 1 2  総務省統計局 (2014年5月30日). “平成12年国勢調査の調査結果(e-Stat) - 男女別人口及び世帯数 －町丁・字等” (CSV). 2021年7月20日閲覧。
8. 1 2  総務省統計局 (2014年6月27日). “平成17年国勢調査の調査結果(e-Stat) - 男女別人口及び世帯数 －町丁・字等” (CSV). 2021年7月21日閲覧。
9. 1 2  総務省統計局 (2012年1月20日). “平成22年国勢調査の調査結果(e-Stat) - 男女別人口及び世帯数 －町丁・字等” (CSV). 2021年7月21日閲覧。
10. 1 2  総務省統計局 (2017年1月27日). “平成27年国勢調査の調査結果(e-Stat) - 男女別人口及び世帯数 －町丁・字等” (CSV). 2021年7月21日閲覧。

### 書籍
1. 1 2 3 4 5  「角川日本地名大辞典」編纂委員会 1989, p. 1738.

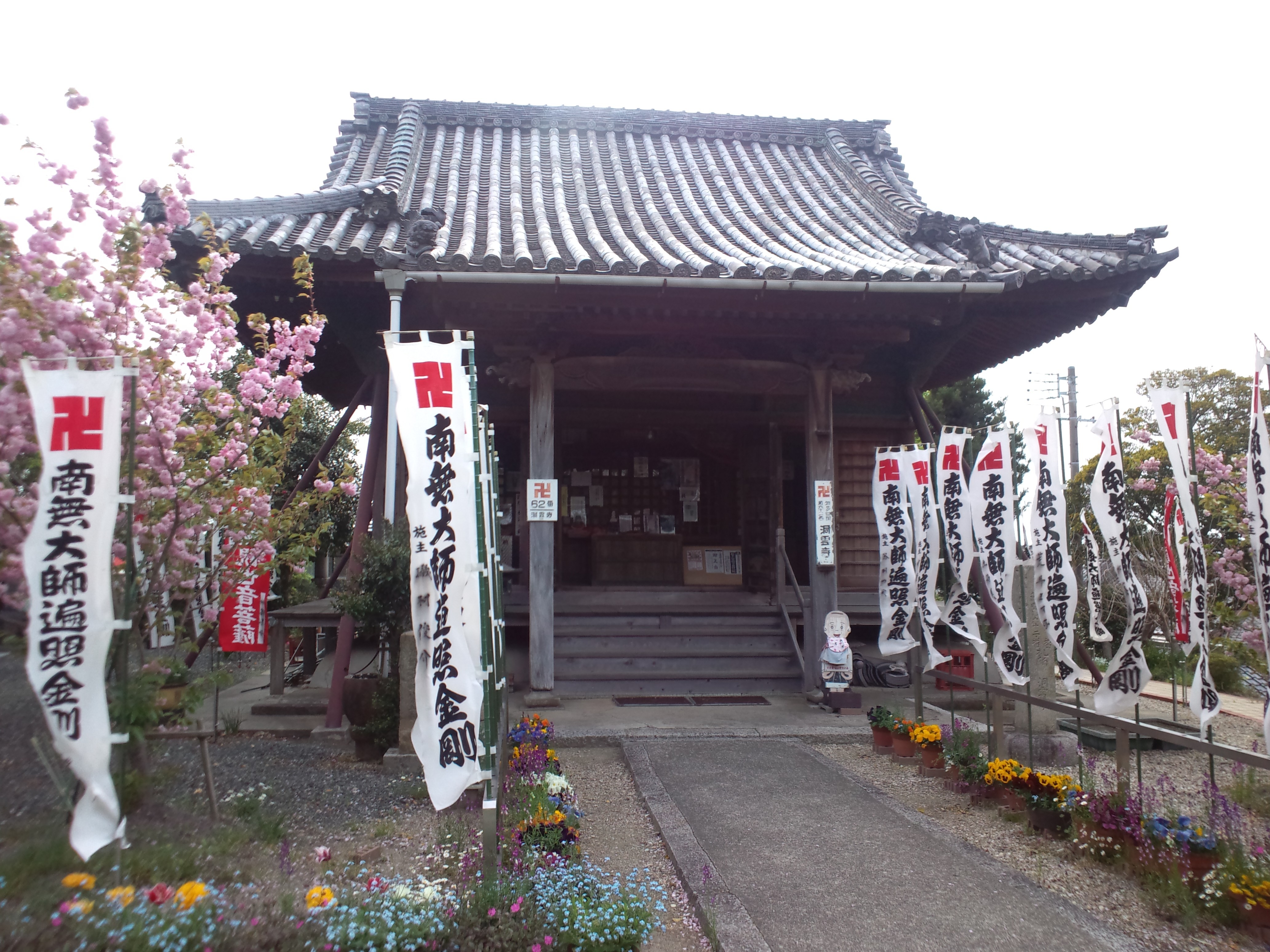
洞雲寺

2. 1 2  「角川日本地名大辞典」編纂委員会 1989, p. 168.